# Lò nướng

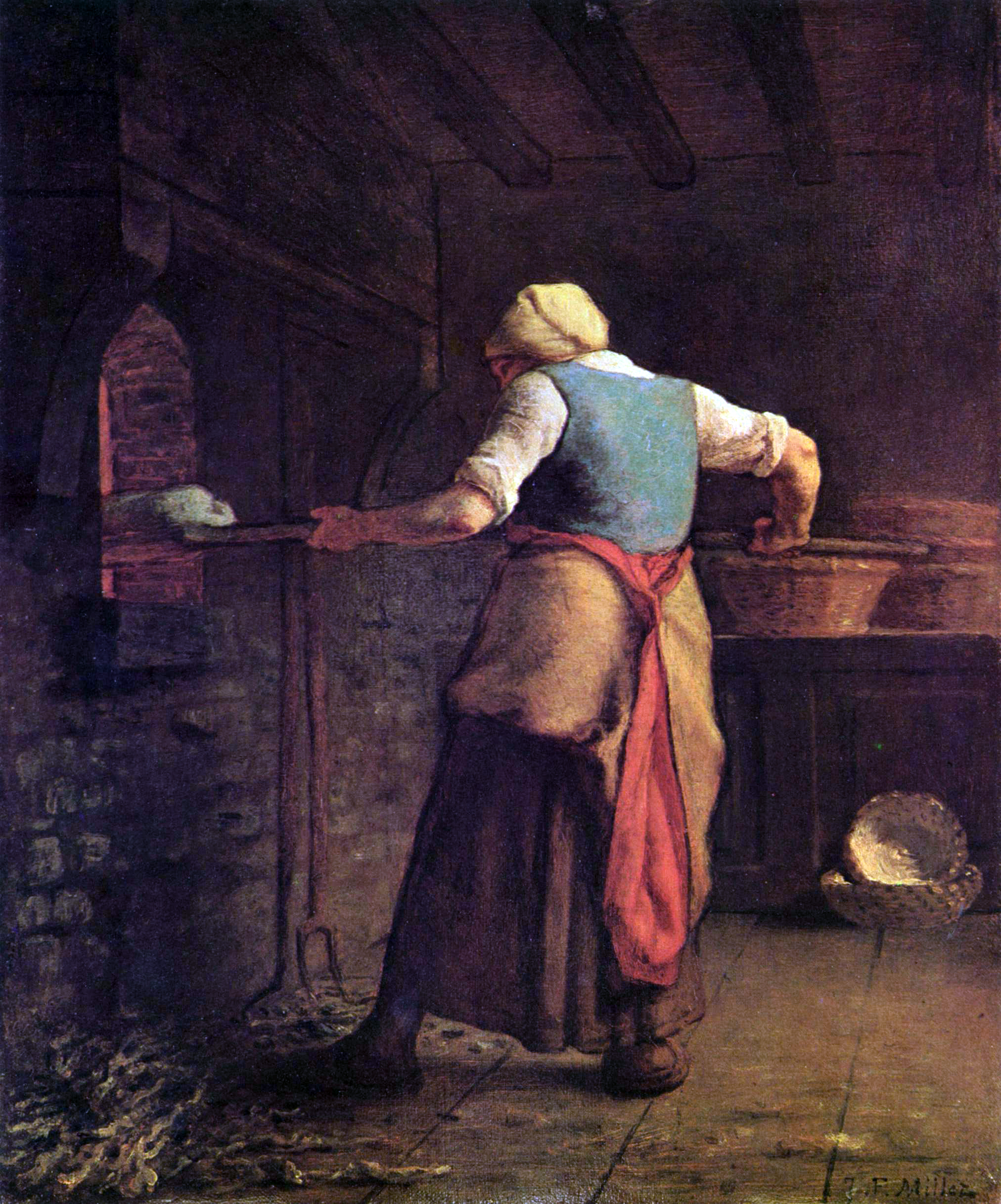
Lò nướng trong tranh Paysanne enfournant son pain (1854) của Jean-François Millet

Lò nướng là khoang cách nhiệt được sử dụng để gia nhiệt, nướng hoặc sấy khô một vật thể. Lò là vật dụng thông thường trong nhà bếp dùng trong việc nấu ăn.
Các loại lò nung (kiln) và lò lửa (furnace) là những loại lò đặc biệt dùng cho mục đích nhất định như công đoạn nung gốm hoặc luyện kim.

## Lịch sử

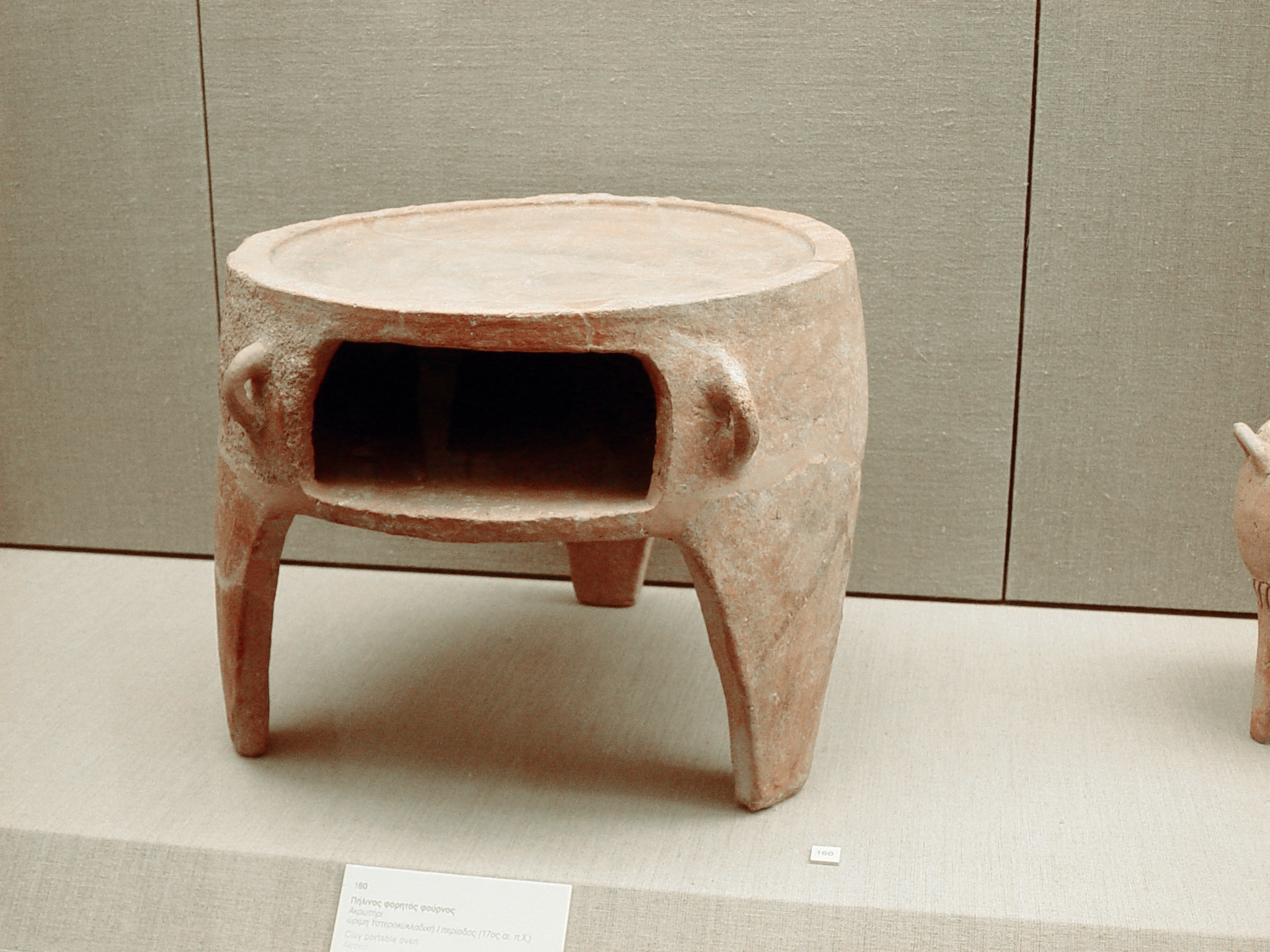
Lò nướng di động của Ai Cập cổ đại, thể kỷ thứ 17 trước Công nguyên.

Lò nướng sớm nhất ở Trung Âu (Tiệp) có niên đại 29.000 năm trước Công nguyên. Người tiền sử đã dùng hố để nướng hay hầm thịt voi ma mút .
Tại Ukraine từ 20.000 năm trước Công nguyên, họ đã sử dụng các hố với than nóng được phủ trong tro.  Thức ăn được bọc trong lá và đặt lên trên, sau đó phủ đất.
Trong các ngôi lều được tìm thấy tại Mezhirich, mỗi ngôi nhà xương voi ma mút có một lò sưởi được sử dụng để sưởi ấm và nấu ăn. Lò nướng được sử dụng trong các nền văn hóa sống ở Thung lũng Indus và ở Ai Cập tiền triều đại. Đến năm 3200 trước Công nguyên, mỗi ngôi nhà gạch bùn có một lò nướng ở các khu định cư trên Thung lũng Indus.
Lò nướng được sử dụng để nấu thức ăn và nung gạch. Các nền văn minh tiền triều đại ở Ai Cập đã sử dụng lò nung khoảng 5000-4000 trước Công nguyên để làm gốm.
Vào thời trung cổ, thay vì lò đất và gốm, người châu Âu đã sử dụng lò sưởi kết hợp với vạc lớn.  Chúng tương tự như lò nướng Hà Lan. Sau thời trung cổ, lò nướng trải qua nhiều thay đổi theo thời gian từ gỗ, sắt, than, gas và thậm chí là điện.  Mỗi thiết kế có động lực và mục đích riêng.  Các bếp lò đốt củi đã cải thiện thông qua việc bổ sung các buồng lửa cho phép ngăn chặn và giải phóng khói tốt hơn.  Một lò khác có thể nhận ra sẽ là bếp gang.  Chúng lần đầu tiên được sử dụng vào khoảng đầu những năm 1700 khi bản thân chúng trải qua một số biến thể bao gồm bếp sắt Stewart Oberlin nhỏ hơn và có ống khói riêng.
Đến đầu thế kỷ 19, lò than đã được phát triển. Nó có hình trụ và được làm bằng gang nặng.  Lò gas đã được sử dụng lần đầu tiên vào đầu thế kỷ 19.  Bếp gas trở thành lò nướng gia đình rất phổ biến một khi các dòng gas có sẵn cho hầu hết các ngôi nhà và khu vực lân cận. James Sharp đã cấp bằng sáng chế cho một trong những bếp gas đầu tiên vào năm 1826. Những cải tiến khác nhau cho bếp gas bao gồm bếp AGA được phát minh vào năm 1922 bởi Gustaf Dalén.  Lò nướng điện đầu tiên được phát minh vào cuối thế kỷ 19, tuy nhiên, giống như nhiều phát minh điện được sử dụng cho mục đích thương mại, việc sở hữu hàng loạt lò nướng điện không thể trở thành hiện thực cho đến khi sử dụng điện tốt hơn và hiệu quả hơn.
Gần đây, lò nướng đã trở thành công nghệ cao hơn một chút trong công cuộc nấu nướng. Lò vi sóng như một công cụ nấu ăn được Percy Spencer phát minh vào năm 1946 và với sự giúp đỡ của các kỹ sư, lò vi sóng đã được cấp bằng sáng chế. Lò vi sóng sử dụng bức xạ vi sóng để kích thích các phân tử trong thực phẩm gây ra ma sát, do đó tạo ra nhiệt.